# Piloto (The Big Bang Theory)
"Pilot" es el primer episodio de The Big Bang Theory se emitió el 24 de septiembre de 2007. Fue escrito por los creadores de la serie Chuck Lorre y Bill Prady, y dirigido por James Burrows. Marca la primera aparición de los cinco protagonistas principales de la serie, y como artista invitado Brian Patrick Wade como Kurt.

## Sinopsis
Leonard Hofstadter y Sheldon Cooper son dos jóvenes físicos inteligentes que con un cociente intelectual (IQ) conjunto de 360 y pretenden tener "mentes maravillosas" capaces de entender cómo funciona el Universo. Sin embargo, son socialmente torpes, especialmente con las mujeres. Después de una visita fracasada al banco de esperma de alto IQ, regresan a casa, conociendo a Penny, una aspirante a actriz que se muda a la puerta de enfrente. Cuando Leonard y Sheldon conocen a Penny, Leonard se siente inmediatamente atraído por ella y espera tener una cita con ella, algo que Sheldon encuentra muy improbable que suceda.
Sheldon es bastante reacio a renunciar a pasar sus noches jugando al Scrabble en klingon con sus amigos socialmente disfuncionales, compañeros frikis como Howard Wolowitz, un aspirante a amante, y Rajesh Koothrappali, que sufre de mutismo selectivo, en particular cuando Penny está cerca. Sin embargo, Leonard ve en Penny un nuevo universo de posibilidades. Está tan atraído por ella que después de dejarle usar su ducha debido a que la suya está rota, acepta el encargo de ir a recuperar su televisor de casa de su exnovio, un hombre alto y musculoso llamado Kurt. Sin embargo, Kurt les quita los pantalones a Leonard y Sheldon, y no son capaces de recuperar la televisión. Sintiéndose mal, Penny ofrece a los chicos una cena. Sheldon se da cuenta de que Leonard continuará detrás de Penny cuando Leonard dice "Nuestros hijos serán guapos e inteligentes" a lo que Sheldon añade, "y además, imaginarios".

## Piloto no emitido
Se produjo un piloto anterior que no incluía a Penny, Howard y Raj. En lugar de eso incluye a los protagonistas Katie (Amanda Walsh) y Gilda (Iris Bahr). Katie, como Penny, es una chica más lista en cuestiones callejeras que Leonard y Sheldon; sin embargo, parece menos alegre y menos dulce que Penny. Dice que se acostó con su padrastro antes de que su madre se casara con él. Aún más, en el piloto original el personaje de Sheldon es más sexual y libidinoso. De hecho, se indica explícitamente que Sheldon ha tenido sexo con Gilda, la amiga de Leonard, en la convección de Star Trek. CBS no emitió el piloto original pero les gustó lo suficiente como para pedir a Lorre y Prady que produjeran otro más.

## Recepción
Jim Chamberlin, de IGN  elogió el episodio, llamándole "un gran comienzo para la serie", e indicando que el guion era "uno de los mejores que haya visto en la comedia tradicional desde hace tiempo". Matthew Gilbert de The Boston Globe, sin embargo, le dio una crítica negativa, diciendo que el programa es "una de esas comedias de risas enlatadas que contienen exactamente una rutina cómica y continúan con ella machaconamente".

## Reparto
- Johnny Galecki como Leonard Hofstadter
- Jim Parsons como Sheldon Cooper
- Kaley Cuoco como Penny
- Simon Helberg como Howard Wolowitz
- Kunal Nayyar como Rajesh Koothrappali